# Fira de Minerals de Múnic

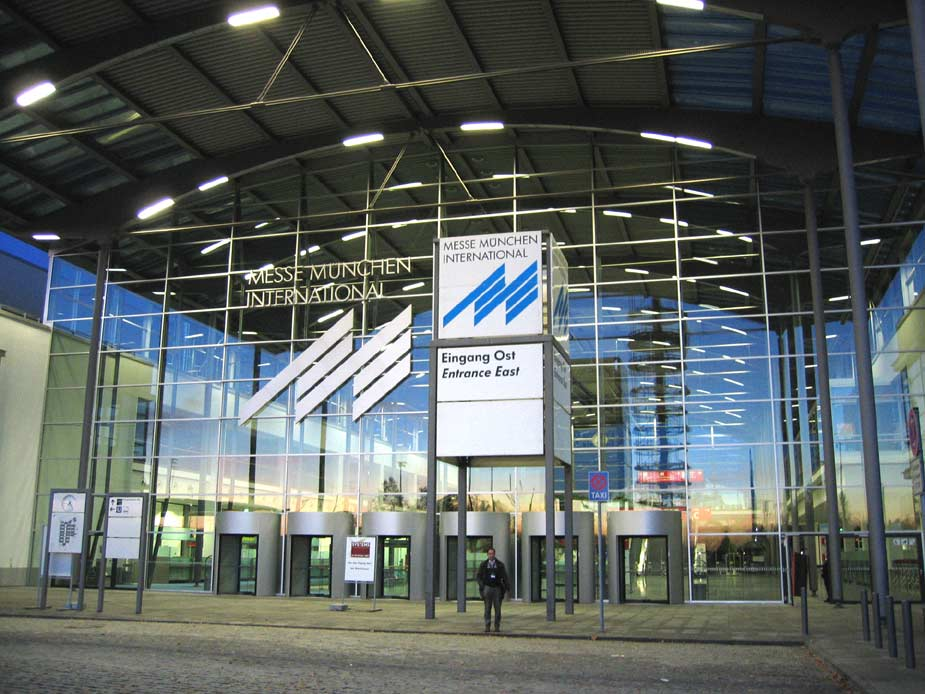
Entrada principal a la fira

La Fira de Minerals de Múnic (en alemany: Mineralientage München) és una fira de minerals, fòssils i gemmes que se celebra anualment a la ciutat de Múnic, a Alemanya. És considerada una de les fires de minerals més importants i rellevants d'Europa. La cita té lloc poques setmanes després de l'Oktoberfest. Se celebra des de 1963.